# Charles Louis François Marion
Pour les articles homonymes, voir Marion.
Charles Louis François, baron Marion, né le 12 août 1803 à Saint-Martin-de-Ré (Charente-Inférieure) et mort le 2 novembre 1866 à Bastia (Corse), est un officier général français.

## Biographie
Fils de Charles Stanislas Marion (1758-1812), baron de l'Empire (1810), officier d'infanterie, général de brigade (1808), tué à la bataille de la Moskova.
Entré à Saint-Cyr en 1821, sorti sous-lieutenant de cavalerie en 1823, garde du corps du roi, chef de corps du 3e régiment de dragons (1850-1852), général de brigade, commandant d'une brigade de dragons, commandeur de la Légion d'honneur (17 octobre 1857). Il commande la brigade des cuirassiers de la Garde impériale à la bataille de Solférino.
Il achève sa carrière avec le grade de général de division.
Il est le père du général Raoul Marion.